# Herrestads torp
Herrestads torp eller Hårsta torp var ett torp i Järfälla socken som nämns första gången på 1600-talet och som raserades i mitten på 1700-talet. År 1734 upptas torpet i mantalslängden som bebott; därefter stod torpet öde och 1743 antecknas det som raserat.
Nu finns inga byggnader kvar efter Herrestads torp. Den gamla torpplatsen för Herrestads torp ligger i skogsbrynet cirka 350 meter rakt norr om den före detta ingången till Svea flygflottilj, även F8 Barkarby, och drygt 100 meter öster om gamla Enköpingsvägen.

## Historik
I mantalslängden upptas Hårsta torp som bebott till och med 1734 och det är samma år som det förekommer för sista gången i husförhörslängden. I mantalslängden uppges det senare att torpet står öde och 1743 antecknas det att torpet står öde. Därefter upptas torpet inte längre i mantalslängderna.
Första gången Herrestads torp eller Hårsta torp nämns i domboken är 1676. Historien i domboken förtäljer följande historia: Hustru Karin Persdotter i Hårsta torp har ett bolster och en rya (ett grovt täcke) i pant av hustru Britta i Hästa. Britta kan få igen sitt bolster först då hon betalat 2 tunnor havre till hustru Karin Persdotter i Hårsta. Sara Larsdotter i Hårsta (Herrestad), som också har pant i form av kjortlar hos Karin, uppmanas vid samma tillfälle, att först lämna bättre besked till nästa ting, för hur mycket hon har sina kjortlar pantsatta, innan hon kan återfå dem.